# ديفيد غالاغر
ديفيد غالاغر (بالإنجليزية: David Gallagher)‏ (مواليد 9 فبراير 1985 في كوينز)، هو ممثل أمريكي بدأ مسيرته الفنية سنة 1993 كممثل وعارض أزياء طفل وهو بعمر 8 سنوات. وشارك بأكثر من 38 فيلماً. حاصل على جائزة اختيار المراهقين لسنة 2016، كما أنه مرشح خمس مرات لجائزة الفنان الصغير.

## أعماله
- مسلسل جوال تكساس ووكر (1997)
- مسلسل روكيت باور (1999) (حلقة واحدة)
- مسلسل عائلة ثورنبيري (1999) (حلقة واحدة، أداء صوتي)
- همس القلب (صوت)
- مسلسل نمبرز (2006 - 2009)
- سي إس آي: ميامي (2007)
- بونز (2008)
- مسلسل دون أثر (2008)
- سمولفيل (2009) (حلقة واحدة)
- سوبر 8 (2011)
- مسلسل يوميات مصاص دماء (2011)
- سي اس آي: التحقيق في موقع الجريمة (2012)
- سي اس آي: نيويورك (2012)
- في عينيك (2014)

## وصلات خارجية
- ديفيد غالاغر على موقع IMDb (الإنجليزية)
- ديفيد غالاغر على موقع ميتاكريتيك (الإنجليزية)
- ديفيد غالاغر على موقع روتن توميتوز (الإنجليزية)
- ديفيد غالاغر على موقع قاعدة بيانات الأفلام العربية
- ديفيد غالاغر على موقع ألو سيني (الفرنسية)
- ديفيد غالاغر على موقع أول موفي (الإنجليزية)
- ديفيد غالاغر على موقع قاعدة بيانات الأفلام السويدية (السويدية)
- ديفيد غالاغر على موقع إن إن دي بي (الإنجليزية)
- ديفيد غالاغر على موقع قاعدة بيانات الفيلم (الإنجليزية)
- ديفيد غالاغر على موقع كينوبويسك (الروسية)